# Джекі Філдс
Джекі Філдс (англ. Jackie Fields; 9 лютого 1908 — 3 червня 1987) — американський боксер, олімпійський чемпіон 1924 року.

## Аматорська кар'єра
Олімпійські ігри 1924
- 1/16 фіналу. Переміг Моссі Дойла (Ірландія)
- 1/8 фіналу. Переміг Олафа Гансена (Норвегія)
- 1/4 фіналу. Переміг Карлоса Абарку (Чилі)
- 1/2 фіналу. Переміг Педро Квартуцці (Аргентина)
- Фінал. Переміг Джозефа Саласа (США)